# Mike Thomas (giocatore di football americano 1953)
Malcolm Thomas, detto Mike (Greenville, 17 luglio 1953 – Houston, 23 agosto 2019), è stato un giocatore di football americano statunitense che ha giocato nel ruolo di running back nella National Football League (NFL). Fu scelto nel corso del quinto giro (108º assoluto) del Draft NFL 1975 dai Washington Redskins. Al college ha giocato a football alla University of Nevada, Las Vegas

## Carriera
Thomas fu scelto nel corso del quinto giro del Draft 1975 dai Washington Redskins. Nella sua prima stagione corse 919 yard, segnò 4 touchdown su corsa e 3 su ricezione, venendo premiato come rookie offensivo dell'anno. Nella successiva corse 1.101 yard e segnò un totale di 9 touchdown, venendo convocato per l'unico Pro Bowl della carriera. Rimase coi Redskins fino al 1978, dopo di che passò le ultime due stagioni della carriera con i San Diego Chargers.

## Palmarès
- Convocazioni al Pro Bowl: 1

1976
- Rookie offensivo dell'anno - 1975
- PFWA All-Rookie Team - 1975

## Statistiche
| Yard su corsa      | 4.196 |
| Touchdown su corsa | 19    |